# Över-Gattejaur
Över-Gattejaur är en sjö i Lycksele kommun i Lappland och ingår i Umeälvens huvudavrinningsområde. Sjön har en area på 0,377 kvadratkilometer och ligger 257 meter över havet. Sjön avvattnas av vattendraget Lycksabäcken.

## Delavrinningsområde
Över-Gattejaur ingår i det delavrinningsområde (719903-161329) som SMHI kallar för Utloppet av Över-Gattejaur. Medelhöjden är 268 meter över havet och ytan är 2,86 kvadratkilometer. Räknas de 12 avrinningsområdena uppströms in blir den ackumulerade arean 179,85 kvadratkilometer. Lycksabäcken som avvattnar avrinningsområdet har biflödesordning 2, vilket innebär att vattnet flödar genom totalt 2 vattendrag innan det når havet efter 191 kilometer. Avrinningsområdet består mestadels av skog (84 procent). Avrinningsområdet har 0,38 kvadratkilometer vattenytor vilket ger det en sjöprocent på 13,2 procent.